# فولا أوكيسولا
فولا أوكيسولا (بالإنجليزية: Fola Okesola)‏ (مواليد 16 أبريل 1974) هو ملاكم من المملكة المتحدة، مثّل بلاده في الألعاب الأولمبية الصيفية 1996.

## روابط خارجية
فولا أوكيسولا على موقع بوكس ريك (الإنجليزية) (registration required)
- فولا أوكيسولا على موقع أوليمبيديا (الإنجليزية)
- فولا أوكيسولا على موقع اللجنة الأولمبية البريطانية (الإنجليزية)